# Соґа но Емісі
Соґа но Емісі (яп. 蘇我蝦夷, そがのえみし; 586 (?) — 11 липня 645) — японський державний і політичний діяч кінця 6 — 1-ї половини 7 століття періоду Асука, часів правління Імператора Суйко, Імператора Дзьомея та Імператора Коґьоку.

## Короткі відомості
Соґа но Емісі був представником аристократичного роду Соґа. Його батько Соґа но Умако займав посаду монаршого радника О-омі при дворі Імператора Японії. Після смерті батька Емісі заступив його на посаді радника та очолив рід Соґа. 
Перші згадки про Емісі датуються кінцем правління Імператора-жінки Суйко, проте вирішальну ролі в японських державних справах він став грати після її смерті під час питання успадкування Престолу в 628 році. На пост Імператора було два претенденти — принц Тамура та принц Ямасіро но Ое. Емісі підтримав першого, а опозиціонерів на чолі з аристократом Сакаї но Омімасері, які ратували за іншого, убив. Принц Тамура, залежний від роду Соґа, зійшов на трон під іменем Імператора Дзьомея.
В часі правління наступного Імператора-жінки Коґьоку Емісі перетворився на диктатора Японії, фактичного розпорядником країни. Він використовував людей принца Ямасіро но Ое для побудови власної гробниці і прирівнював себе до Імператора. У 644 син Емісі, Соґа но Ірука напав на садибу принца Ямасіро но Ое і змусив того покінчити самогубством. Ця подія викликала мовчазне обурення японської аристократії і сприяла формуванню таємної антисоґівської коаліції.
10 липня 645 аристократи-заколотники на бенкеті в присутності Імператора вбили свавільного Іруку. Дізнавшись про загибель сина, Емісі спробував зібрати війська, але вони розбіглися. Наступного дня він наклав на себе руки, підпаливши власну резиденцію.